# سائومالکول (شهرستان بایانائول)
سائومالکول (قزاقی: Саумалкөл) یک دریاچه در استان پاولودار کشور قزاقستان است.